# Formación Chorrillo
La Formación Chorrillo es un formación geológica geológica del Cretácico Superior ( maastrichtiense, entre 72,1 y 65 millones de años) en el sur de la Patagonia Argentina. La formación tiene un espesor de unos 200 metros en el sector sur del Lago Argentino y unos 50 metros en el sector del cerro Calafate.

## Litología
La litología corresponde a rocas siliciclásticas rojizas, verdes y grises, de grano muy fino (pelitas) de origen continental con areniscas intercaladas y lentes de conglomerados verdes y amarillos.

## Fósiles de la Formación Chorrillo
Se han identificado Isasicursor santacrucensis, el gran titanosaurio Nullotitan glaciaris, varios magaraptor grandes y pequeños y fragmentos de cáscaras de huevo de saurópodos y terópodos, además de dientes y vértebras aislados de otros vertebrados. Se han hallado fragmentos de restos de peces, anuros (calyptocephalellidae), tortugas y serpientes. Se ha registrado la presencia de una gran diversidad de gasterópodos terrestres y de agua dulce, así como bosques fósiles y conjuntos palinológicos.

### Palinología

##### Bryophyta
- Distverrusporis antiquasporites (L.R.Wilson & R.M.Webster) Jameoss 1987

##### Marchantiidae
- Stoverisporites microverrucatus Burger 1976
- Triporoletes reticulatus (Pocock) Playford 1971

###### Anthocerotidae
- Foraminisporis wonthaggiensis (Cookson y Dettmann) Dettmann 1963

###### Lycopodiopsida
Selagenillales
- Camarozonosporites ambigens Playford 1971
- Ceratosporites equalis Cookson y Dettmann 1958
- Densoisporites velatus Weyland y Krieger 1953
- Foveosporites sp.

Lycopodiales
- Retitriletes austroclavatidites (Cookson) Doring et al. en Krutzsch 1963
- Retitriletes sp. cf. R. douglasii Dettmann 1986

##### Polypodiopsida
Osmundaceae
- Baculatisporites comaumensis (Cookson) Potonie 1956
- Baculatisporites kachaikensis Llorens y A. Archangelsky 2005
- Baculatisporites turbioensis Archangelsky 1972
- Rugulatisporites chubutensis Baldoni 1992

Gleicheniaceae
- Clavifera sp.
- Gleicheniidites sp.
- Ornamentifera sp.

Marsileaceae
- Gabonisporis cristata (Stanley) Sweet 1986
- Gabonisporis vigourouxii Boltenhagen 1967

Dicksoniaceae
- Trilites fasolae Archangelsky 1972
- Trilites tuberculiformis Cookson 1947
- Trilites wolfgangii Sajjadi y Playford 2003

Blechnaceae
- Peromonolites vellosus Partridge en Stover y Partridge 1973
- Leptolepidites verrucatus Couper, 1953

Polypodiaceae
- Laevigatosporites ovatus Wilson y Webster 1946
- Polypodiidites sp.
- Tuberculatosporites parvus Archangelsky 1972

Dicksoniaceae (aff. Lophosoria)
- Cyatheacidites annulatus Cookson 1947

Cyatheaceae, Dicksoniaceae, Dipterideaceae, or Matoniaceae
- Cyathidites australis Couper 1953
- Cyathidites minor Couper 1953
- Cyathidites rafaeli Burger 1980

Dipteridaceae, Matoniaceae
- Dictyophyllidites sp. cf. D. concavus Harris 1965

Salviniaceae
- Azolla sp. cf. A. andreisii De Benedetti et al. (2021) en Vera et al. 2022
- Azolla sp. en Vera et al. 2022
- Massulae Type 1 en Vera et al. 2022[6]
- Massulae Type 2 en Vera et al. 2022
- Massulae Type 3 en Vera et al. 2022

Incertae sedis
- Punctatosporites sp. cf. P. scabratus (Couper) Norris 1965
- Biretisporites sp. cf. B. spectabilis Dettmann 1963
- Verrucosisporites spp.

###### Incertae sedis
- Acylomurus silviae sp. nov.
- Divisisporites sp.
- Concavissimisporites sp. cf. C. michinus Srivastava 1977
- Lusatisporis choiols sp. nov. (Plate II, 3–6)
- Obtusisporites canadensis Pocock 1970
- Obtusisporites concavus Pocock 1970

##### Granos de Polén

###### Pteridospermas
- Vitreisporites signatus Leschik 1955

###### Pinidae
Cheirolepidiaceae
- Classopollis sp.

###### Araucariaceae
- Araucariacites australis Cookson 1947
- Cyclusphaera psilata Volkheimer y Sepúlveda 1976
- Dilwynites tuberculatus Harris 1965

Podocarpaceae
- Callialasporites turbatus (Balme) Schulz 1967
- Dacrycarpites australiensis Cookson y Pike 1953
- Gamerroites psilasaccus Archangelsky 1988
- Lygistepollenites florinii (Cookson y Pike) Stover y Evans 1973
- Microcachryidites antarcticus Cookson 1947
- Phyllocladidites mawsonii Cookson 1947 ex Couper 1953
- Podocarpidites elegans Romero 1977
- Podocarpidites elipticus Cookson 1947
- Podocarpidites exiguus Harris 1965
- Podocarpidites herbstii Burger 1966
- Podocarpidites major Couper 1953
- Podocarpidites marwikii Couper 1953
- Podocarpidites otagoensis Couper 1953
- Podocarpidites torquatus Mildenhall y Pocknall 1989
- Podocarpidites verrucosus Volkheimer 1972
- Podocarpidites Cookson 1947
- Trichotomosulcites subgranulatus Couper 1953

###### Ephedrales
- Ephedripites ambiguous Hedlund 1966
- Equisetosporites notensis (Cookson) Romero 1977
- Equisetosporites Lima 1980

###### Cycadales, Bennettitales o Ginkgoales
- Cycadopites follicularis Wilson y Webster 1946

##### Angiospermas

###### Magnoleaceas
- Clavatimonocolpites sp.

###### Monocotiledóneas
Araceae
- Pyaniidites typicus (Norris) Sweet 1986
- Proxapertites operculatus Van der Hammen 1956

Arecaceae
- Arecipites minutiscabratus (McIntyre) Milne 1988
- Arecipites (Pocknall) Mildenhall y Pocknall 1989
- Longapertites proxapertitoides Van der Hammen 1956
- Spinozonocolpites hialinus Archangelsky y Zamaloa, 1986

Liliales
- Liliacidites lanceolatus Stover en Stover y Partridge 1973
- Liliacidites variegatus Couper, 1953
- Liliacidites vermireticulatus Archangelsky y Zamaloa 1986
- LiliaciditesCouper 1953

###### Eudicotyledoneae
Proteales
- Beauprea elegansiformis Cookson 1950
- Peninsulapollis gilli (Cookson) Dettmann y Jarzen 1988
- Peninsulapollis truswelliae Dettmann y Jarzen 1988
- Proteacidites parvus Cookson 1950
- ProteaciditesCouper 1960
- Retidiporites camachoi Archangelsky 1973
- Triatriopollenites lateflexus Archangelsky 1973

Buxales
- Buttinia andreevii Boltenhagen emend. Schrank 1994

Gunnerales
- Tricolpites reticulatus Cookson ex Couper 1953

Fagales
- Nothofagidites saraensis Menendez y Caccavari 1975

Myrtales
- Myrtaceidites Cookson y Pike 1954

Ericales
- Ericipites scabratus Harris 1965

Incertae sedis
- Dicotetradites sp.
- Polycolpites sp.
- Psilatricolporites sp. cf. P. complanatius Laing 1975
- Psilatricolporites sp. cf. P. subtilis (Groot, Penny y Groot) Singh 1983
- Rhoipites baculatus Archangelsky 1973
- Rhoipites minusculus Archangelsky 1973
- Rhoipites Pocknall y Crosbie 1982
- Rousea patagonica Archangelsky 1973
- Rousea Archangelsky y Zamaloa 1986
- Syncolporites sp.
- Tricolpites McIntyre 1968
- Tricolpites Quattrocchio 1978
- Tricolporoidites
- Tubulifloridites lilliei (Couper) Farabee y Canright 1986

###### Incertae sedis
- Clavamonocolpites sp.
- Constantinisporis jacquei Belsky et al. 1965
- Diporites sp.
- Doyleipollenites sp.
- Nyssapollenites sp.
- Tetracolpites sp.
- Tricesticillus americanus Stough 1968
- Triorites McIntire 1965

##### Algas

###### Botryococcaceae
- Botryococcus sp.

###### Zygnemataceae
- Ovoidites parvus (Cookson y Dettmann) Nakoman 1966
- Ovoidites spriggii (Cookson y Dettmann) Zippi 1998
- Schizosporis reticulatus Cookson y Dettmann emend. Pierce 1976

###### Sphaeropleaceae
- Sphaeroplea striatocristata

###### Incertae sedis
- Chomotriletes minor (Kedves) Pocock 1970

## Lectura adicional
- J. E. Powell. 2003. Revisión de Del sur americano titanosaurid dinosaurios: palaeobiological, palaeobiogeographical y aspectos filogenéticos. Registros del Museo de Victoria de la Reina Launceston 111:1-173

- Datos: Q16958002